# Гражданский национализм

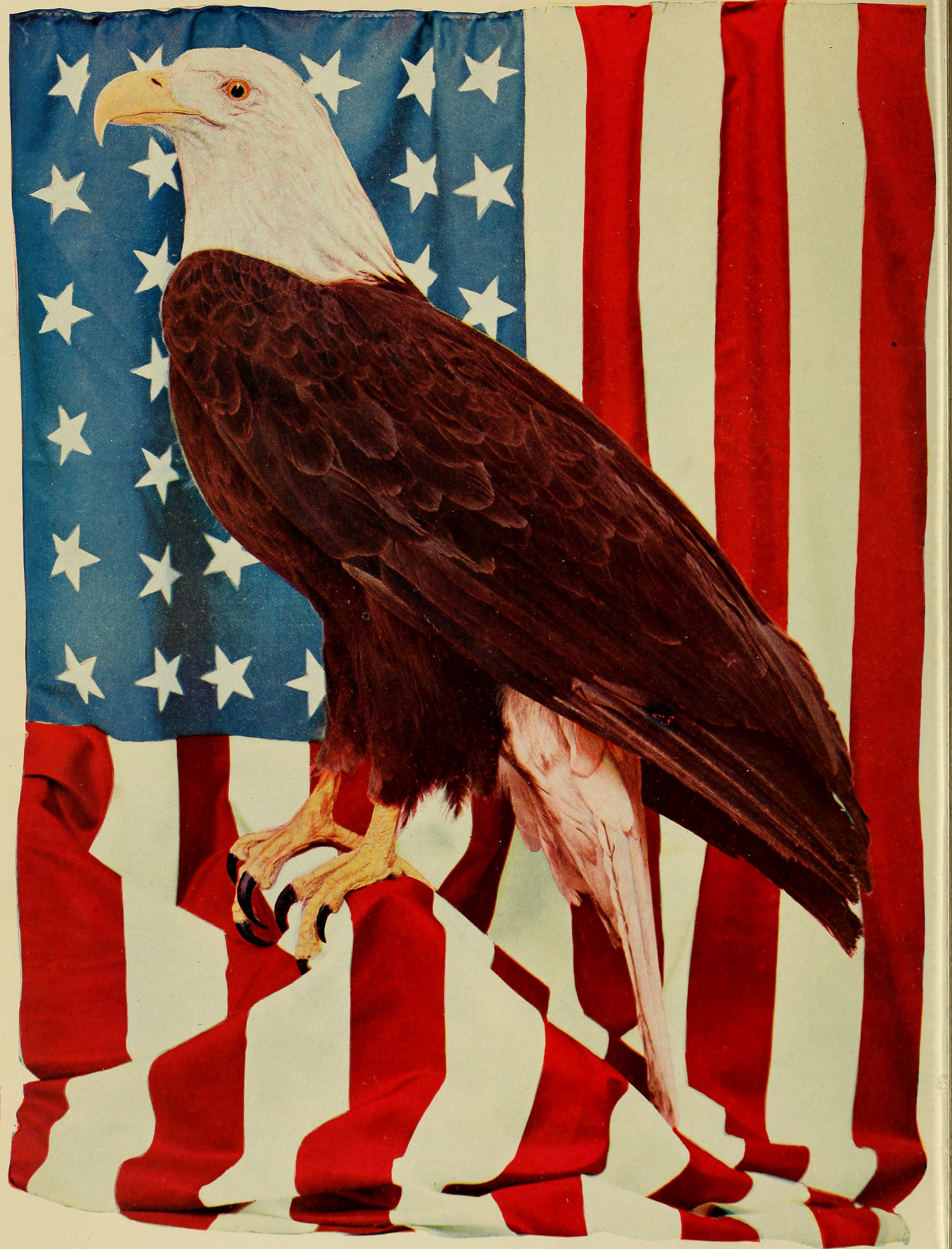
Белоголовый орлан, один из американских национальных символов

Гражда́нский (либера́льный) национали́зм — инклюзивная форма национализма, которая строится вокруг ценности гражданской нации и придерживается традиционных либеральных ценностей политической свободы, либеральной демократии, политического плюрализма, толерантности, терпимости, равенства и прав человека.
Гражданские националисты защищают ценность национальной идентичности, заявляя, что она необходима людям для того, чтобы вести осмысленную автономную жизнь и что демократические государства нуждаются в ней, чтобы должным образом функционировать. Гражданский национализм часто противопоставляется этническому национализму.
Эрнест Ренан часто считается ранним гражданским националистом.

## Гражданская нация
Гражданская нация — это политическая идентичность, построенная вокруг общего гражданства в определённом государстве. Таким образом, гражданская нация определяется не своим языком или культурой, а политическими институтами и либеральными принципами, которые её граждане обязуются поддерживать. Членство в гражданской нации открыто для всех, кто разделяет эти ценности.
Теоретически гражданская нация или государство не стремится продвигать одну культуру над другой. Немецкий философ Юрген Хабермас утверждал, что иммигранты в либерально-демократическом государстве не должны ассимилироваться в культуру принимающей страны, а должны только принимать принципы конституции страны.
Более современное определение либерального национализма предложено Юли Тамир в её классической книге «Либеральный национализм» а также в её более поздней книге «Почему национализм». Обе книги утверждают, что современные демократии не могут выжить без национальной основы, которая обеспечивает способ самоопределения народа как политической единицы, заслуживающая самоуправления. Тамир также утверждает, что формирование современного государства всеобщего благосостояния зависело от идеи нации как политической единицы, которая разделяет общую судьбу и общие взгляды.

## Основные идеи
Гражданский национализм утверждает, что легитимность государства определяется активным участием его граждан в процессе принятия политических решений, то есть степенью, в которой государство представляет «волю нации». Основным инструментом для определения воли нации является плебисцит, который может иметь форму выборов, референдума, опроса, открытой общественной дискуссии и т. д.
При этом принадлежность человека нации определяется на основе добровольного личного выбора и отождествляется с гражданством. Людей объединяет их равный политический статус как граждан, равный правовой статус перед законом, личное желание участвовать в политической жизни нации, приверженность общим политическим ценностям и общей гражданской культуре.
В конце XIX века Ж. Ренан обратил внимание на роль гражданского национализма в повседневной жизни: «Существование нации — это повседневный плебисцит, как существование индивидуума — вечное утверждение жизни». Действительно, как показал Э. Геллнер, в современных нациях на протяжении всей своей жизни граждане активно подтверждают свою национальную принадлежность и тем самым легитимный статус государства.
Что касается «исконных» с культурно-этнической точки зрения представителей нации, то согласно гражданскому национализму их может и не быть. Важнее, чтобы нация состояла из людей, которые хотят жить рядом друг с другом на единой территории.
Гражданский национализм более выражен в тех молодых нациях, которые возникли в уже существующем государстве с достаточно однородным в плане культуры населением. Именно так обстояло дело в предреволюционной Франции, поэтому ранний национализм активно поддерживал идеи свободы личности, гуманизма, прав человека, равенства. Для него были характерны рациональная вера в общечеловеческое и либеральный прогресс. Однако он играл важную роль и в более позднее время. Так, в середине XX века национально-освободительная борьба стран третьего мира с колониализмом часто опиралась на гражданский национализм как путь к интеграции общества, противопоставляя его характерному для империализма принципу «разделяй и властвуй». Выразителями подобных идей были Махатма Ганди, Джавахарлал Неру, Нельсон Мандела, Роберт Мугабе.

## История
Гражданский национализм лежит в традициях рационализма и либерализма, но как форма национализма он противопоставляется этническому национализму. Членство в гражданской нации считается добровольным, как в классическом определении нации Эрнеста Ренана как «ежедневного плебисцита», характеризуемого «волей к жизни вместе». Гражданско-национальные идеалы влияли на развитие представительной демократии в таких странах, как США и Франция (см. Декларация независимости Соединённых Штатов 1776 года и Декларация прав человека и гражданина 1789 года).
Отцы-основатели США, провозглашая в Конституции права и свободы народа Соединённых Штатов — американской нации — ограничивали её определённым этническим сообществом — белыми англосаксонскими протестантами. Не была исключена и возможность вхождения в американскую нацию представителей некоторых других народов Европы, например, германских протестантов — немцев и голландцев. Однако отношение к романским этносам — испанцам и французам, и, тем более, к латиноамериканцам, было значительно хуже: согласно отцам-основателям, данные этносы находились за пределами американской нации. По расовому признаку членами американской нации не считались чернокожие американцы вплоть до 1875 года и американские индейцы — вплоть до 1924 года. До середины XIX века в США действовало «правило одной капли крови», согласно которому «небелыми» считались те, кто имел чёрных или индейских предков вплоть до седьмого поколения. Первоначально американская нация понималась как расово-этническая, а не как гражданская общность. Согласно историку А. И. Уткину, американская национальная идентичность сохраняла расово-этническую основу вплоть до начала Второй мировой войны, когда США приняли большое число иммигрантов из стран Восточной и Южной Европы (поляки, евреи, итальянцы и др.).
Показательным примером гражданского национализма считается идеология, преобладающая во Франции. Под французом во Франции понимается не этнический француз, а гражданин Франции любой этнической принадлежности.
Корсиканское национальное движение, организованное вокруг Фронта национального освобождения Корсики, будучи преемниками Паскуале Паоли и идей просветителей, даёт гражданское определение корсиканской нации.
Шотландская национальная партия, «Партия Уэльса» и «Сыны Корнуолла», будучи поборниками независимости своих народов от Великобритании, называют себя гражданскими национальными партиями и выступают за независимость и народный суверенитет людей, живущих в обществе своих наций, а не отдельных этнических групп.
Левые республиканцы Каталонии поддерживают гражданскую независимость каталонцев и отстаивают независимую Каталонскую Республику на основе республиканизма и гражданских ценностей в многообразном обществе.
Союз киприотов определяет свою идеологию как киприотский гражданский национализм, который фокусируется на общей идентичности греков-киприотов и турок-киприотов. Он подчеркивает общую культуру, наследие и традиции обеих общин, а также экономические, политические и социальные права. Он также поддерживает воссоединение Кипра и прекращение иностранного вмешательства Греции, Турции и Великобритании.
За пределами Европы гражданским национализмом также называли идеи Республиканской партии в Соединённых Штатах в эпоху Гражданской войны.

## Критика
Основная критика гражданского национализма исходит от этнических националистов, которые считают, что гражданский национализм был изобретен исключительно для того, чтобы противодействовать национализму этническому.
Несмотря на то, исследователи часто противопоставляют «прогрессивный» гражданский национализм «нетолерантному» этническому национализму, базис гражданского национализма составляет именно этнический национализм и часто их сложно отделить один от другого. Реальные националистические движения и идеологии включают в себя большое число промежуточных составляющих. Альтернатива этническая или политическая нация предполагает отсутствие представлений о культурно-исторической основе нации. По мнению Яэль Тамир, различия между этническим и гражданским национализмом размыты.
Как и этнический, гражданский национализм в крайних формах может быть нацелен на государственную экспансию, агрессивные формы шовинизма или изоляционизма. Исторический социолог Э. Д. Смит отмечает, что гражданский национализм «может быть столь же жёстким и бескомпромиссным, как и этнический национализм». Он нивелирует этничность и индивидуальность, маргинализирует этническую культуру и религию. Согласно Смиту, «именно так французский гражданский национализм отнёсся к чёрным элитам и евреям: их культура и наследие обесценивались, религии презирались и вытеснялись из общественной жизни либо подавлялись, а этничность была у них отнята». Однако эти негативные особенности в большинстве современных демократических стран могут преодолеваться различными практиками мультикультурализма, позволяющим гражданам сохранять этническую самобытность. Гражданский национализм формируется под влиянием процессов модернизации, индустриализации, урбанизации, объективно ведущих к унификации культуры.